# Cassia oligophylla
Cassia oligophylla är en ärtväxtart som beskrevs av Ferdinand von Mueller. Cassia oligophylla ingår i släktet Cassia och familjen ärtväxter.

## Underarter
Arten delas in i följande underarter:
- C. o. oligophylla
- C. o. sericea